# Джагацадзор
Джагацадзор (вірм. Ջաղացաձոր) — село в марзі Гегаркунік, на сході Вірменії. Село розташоване на південний схід від міста Варденіс.